# ノースダコタ州会議事堂
ノースダコタ州会議事堂（ノースダコタしゅうかいぎじどう、North Dakota State Capitol）は、アメリカ合衆国ノースダコタ州の州都ビスマークに立地する同州議会の議事堂。イースト・ブールバード・アベニュー600番地に立地するこの議事堂は19階建て、高さ73.8 mで、ノースダコタ州内で最も高い建築物である。160エーカー（647,500 m2）の敷地には、この議事堂のほかにも、5つの州政府庁舎が議事堂を取り囲むように建っており、ノースダコタ州議会の上下両院の議場や事務所のほか、様々な州政府の立法・司法・行政機関が入っている。また、敷地内には公園や遊歩道も設けられており、州の歴史を伝える彫刻や記念碑も立っていることから、州会議事堂とその敷地はビスマークの観光名所にもなっている。

## 歴史

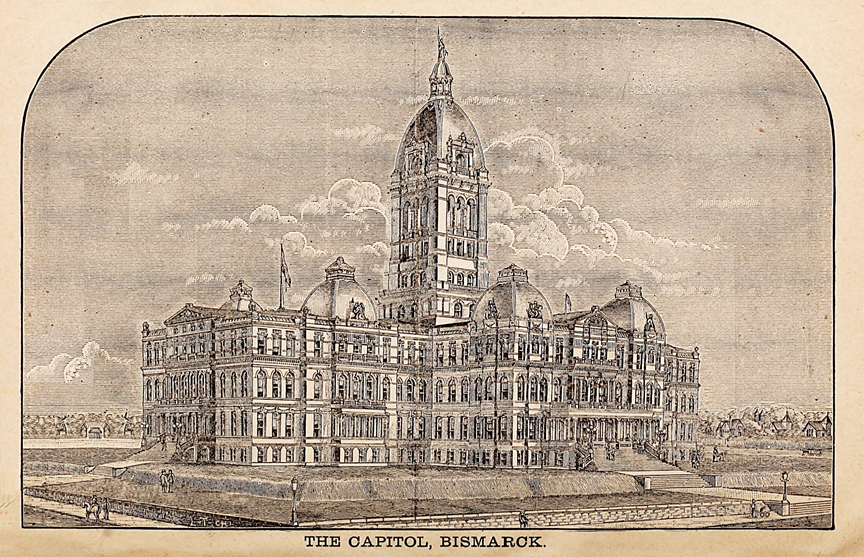
1883年にミネアポリスの建築事務所、コールキンズ・アンド・テルフォードが設計したダコタ準州会議事堂

初代のノースダコタ州会議事堂庁舎は、1883-84年にかけてダコタ準州の準州議会議事堂として建てられたものであった。州昇格後、1894年および1903年にノースダコタ州議会の上下両院のウィングが増築された。しかし、この初代の州会議事堂庁舎は1930年12月28日朝、庁舎主部の最上階に設けられていた、清掃員のクローゼットの中にあった、油のしみこんだボロ布から出火し、やがて全焼した。火元となったボロ布は、次の州会の準備のために、議員の机の清掃、およびワニスがけに用いていたものであった。この時、州務長官ロバート・バーンは州憲法の原本を回収し焼失から免れさせたものの、手に窓ガラスを割った時の切り傷と火傷を負った。州職員のジェニー・ウルスラッドは、州出納役の執務室から記録文書を回収しようとした際に、手に火傷を負った。州知事ジョージ・F・シェーファーがセントポール訪問から帰ってきた際には、まだ庁舎は燃え続けていた。到着するとすぐに、シェーファーは州議員・職員を招集し、記録文書および執務スペースの消失にどう対応するかを話し合った。火事の翌日、州刑務所から40人の受刑者が動員され、焼け跡からの記録文書の回収が試みられた。州会は一時的に、ビスマーク市内の戦没者記念館、および市立講堂で開かれた。
時は世界恐慌の最中であったにもかかわらず、この火災のため、新たな庁舎を建設せざるを得なくなった。超高層ビルとそのウィングは、1931-34年にかけて、200万ドルの費用を投じて建てられた。1932年8月13日、シェーファーはこの庁舎を起工した。作業員に支払われた賃金はわずか時給30セントであった。幾度ものストライキの後、1933年6月には、議事堂の敷地内に戒厳令が施かれた。また、建設費用を捻出するために、州は敷地の半分を売却した。こうして1934年、2代目の、そして現在も建っている議事堂庁舎が完成した。ファサードに施された、ノースダコタ州の人類史を描いた浮き彫りをはじめ、内装や装飾のほとんどは、アイダホ州出身の芸術家、エドガー・ミラーによってなされた。
19階建ての新しい庁舎は、その後幾年にもわたって、十分なスペースを提供するものと思われていた。しかし、州政府が大きくなるにつれて、急速に手狭になっていった。既に1924年にリバティ記念館が完成しており、増えた州職員を収容することはできたものの、1955年に州政府庁舎の建設が始まる頃にはこれでも手狭になっていた。この庁舎は当初、ビスマーク短期大学の校舎として使われたが、1959年に州政府が買い取った。1960年代に入ると、議事堂の敷地内に、たて続けに新しい庁舎の建設や設計が進められた。1960年には、老朽化したそれまでの州知事官邸に代わって、新しい官邸が議事堂の敷地内に建てられた。1963年にはノースダコタ・ヘリテージ・センターの設計が始まった。この建物は1981年に完成し、それまでリバティ記念館に置かれていた州歴史協会が移転してきた。1968年には、ノースダコタ州交通局庁舎が建てられた。その後、1977-81年にかけて、議事堂庁舎の下層階に司法ウィングが増築された。そして2018年には、新しい州知事官邸が完成した。このように、1930年代に議事堂が建てられて以来、新庁舎建設や増築を繰り返し、州政府の執務スペースはその度に広くなってきた一方で、州の人口は1930年代よりも減少している。

## 配置

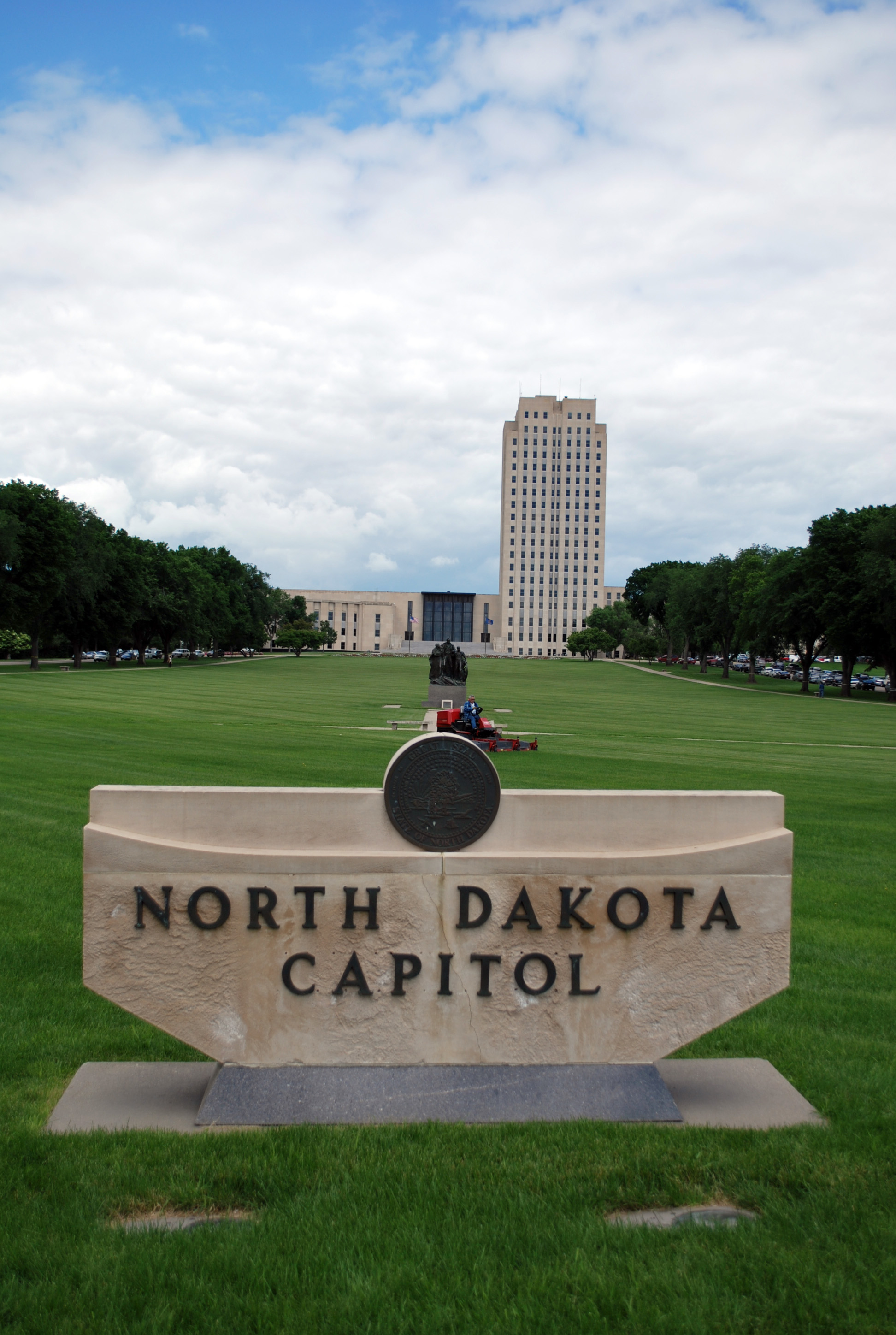
正面入口から議事堂へと続くモール

ノースダコタ州会議事堂の敷地は東をステート・ストリート、西を4thストリート、南をブールバード・アベニュー、北をディバイド・アベニューに囲まれている。正面出入口はブールバード・アベニューにあり、そこから敷地のほぼ中央に建つ州会議事堂まで芝生のモールが続き、その両側には州の木であるアメリカニレの並木道が通っている。このモールでは2007年2月17日、州歴史協会主催のイベントで8,962人が同時にスノーエンジェルを作り、これがギネス世界記録に登録された。
議事堂のすぐ東には交通局庁舎が建っている。交通局庁舎のすぐ南西にはリバティ記念館が、またすぐ南東にはノースダコタ・ヘリテージ・センターがそれぞれ建っている。州政府庁舎は敷地の南東端に、また州知事官邸は敷地の南西端にそれぞれ建っている。敷地北西部はキャピトル・パークという公園になっている。

## 建物

### 州会議事堂

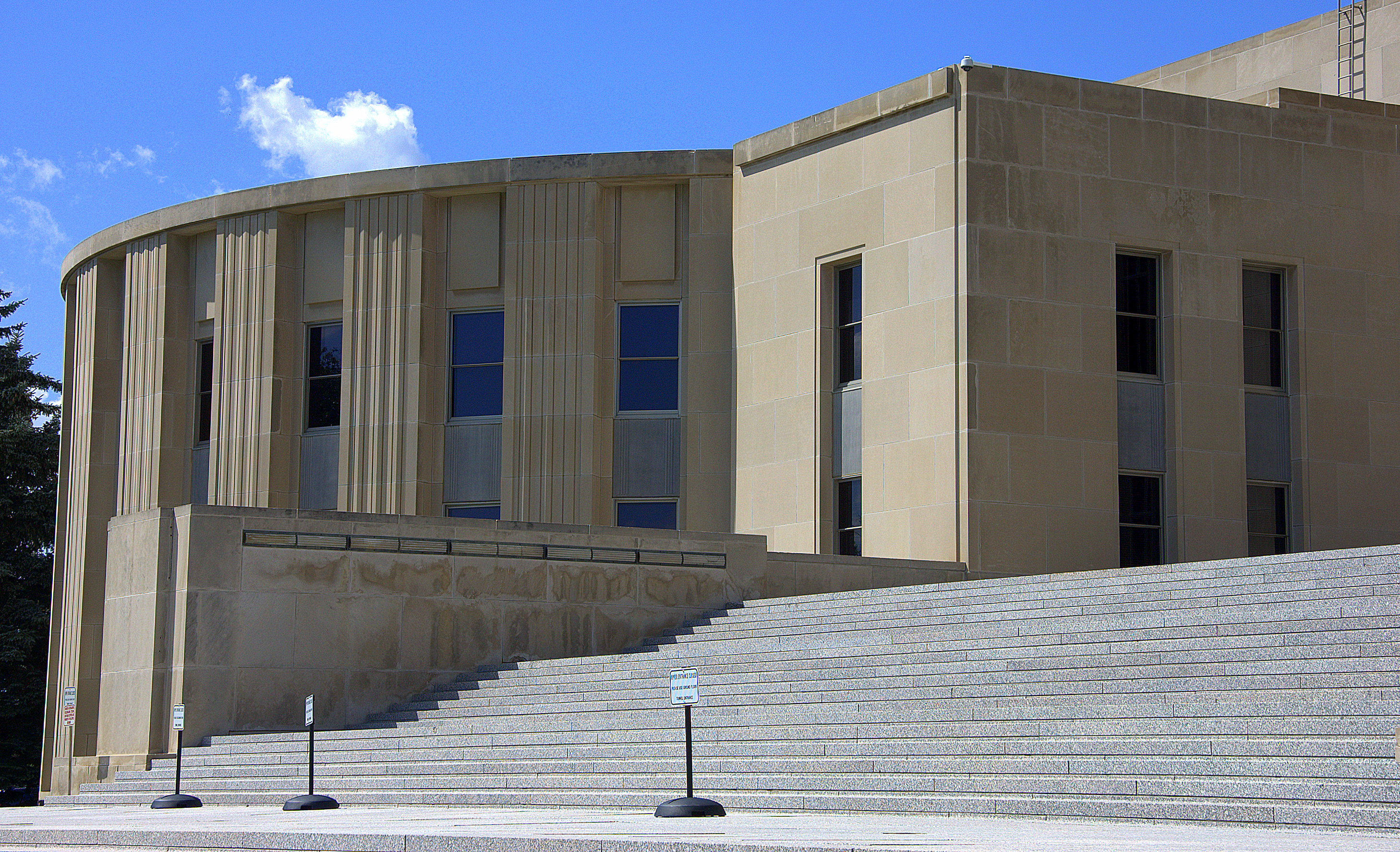
州会議事堂の立法ウィング

州会議事堂庁舎は19階建て、高さ73.8 mのアール・デコ様式の高層ビルで、庁舎下層階の西側には楕円形の立法ウィング、また東側には4階建ての司法ウィング（後述）がついている。シカゴの著名な建築事務所であったホラバード・アンド・ルートがそのほとんどを設計したものの、地元ノースダコタ州からも、グランドフォークスのジョセフ・ベル・デレマー、およびファーゴのW・F・カークといった建築家が設計に加わった。この庁舎はノースダコタ州で最も高い建物であり、「プレーリーの摩天楼」と呼ばれている。
この庁舎内には州知事室、および州政府各局の執務室が入っている。立法ウィングの2階には、その北側半円にノースダコタ州議会上院の、また南側半円に下院の本会議場がそれぞれ置かれている。上下両院の本会議場はともに3階まで吹き抜けになっており、3階にはそれぞれの傍聴席が設けられている。司法ウィングはその名が示す通り、州政府の司法機関である州最高裁判所が入っている。庁舎最上階、19階は展望台になっており、好天に恵まれれば30-35マイル（48-56 km）先まで見渡すことができる。
庁舎南側の正面階段下はトンネルになっており、1階出入口、および車寄せが設けられている。このトンネル内には2001年まで一般車両の進入ができたが、9月11日の同時多発テロ事件を受けて、安全対策の一環として一般車両の進入が禁止され、以後は歩行者しか通れなくなった。その後、2016年に起きたダコタ・アクセス・パイプライン反対派のデモを受けて、さらに安全対策が強化され、翌2017年5月1日からは、一般来庁者用の出入り口はトンネル内の1階南側出入口のみに限定された。この正面階段の近くには、1988年にジョージ・H・W・ブッシュがノースダコタ州会議事堂を訪れた際に、翌1989年の州創設100周年記念として贈ったアメリカニレが植えられている。
1940年代中盤から、クリスマスの時期には、議事堂庁舎の窓の灯りでクリスマスツリーが描かれるようになった。また、1970年代中盤から、大晦日には、議事堂庁舎の窓の灯りで、庁舎の南側と北側、上部に新しい年の上2桁が、また下部に下2桁がそれぞれ示されるようになった。1980年代以降は、東側と西側も加わり、4面全部に示されるようになった。
議事堂庁舎はツアーとして一般に限定公開されている。ツアーはメモリアル・デーからレイバー・デーまでの夏季には毎日（日曜日は午後のみ）、それ以外の期間には平日に行われる。安全上の理由から、前述の通りツアー参加者の出入口は1階南側トンネル内のみに限定され、また週末にはツアー出発時刻の10分前になるまでは施錠されている。また、ツアー参加中は常にグループと行動を共にすること、および次のツアーが始まる前には退館することが要求されている。

#### 司法ウィング
議事堂庁舎の東側に接する司法ウィングには、その名が示す通り、州の司法機関であるノースダコタ州最高裁判所が入っている。加えて、この司法ウィングには、保健局や労働・人権局など、州政府の行政機関もいくつか入っている。また、司法ウィングの1階には職員食堂も入っている。
168,400平方フィート（15,645 m2）の床面積を持つこのウィングの設計は1977年5月に、また建設は1979年4月にそれぞれ始まった。この庁舎への州政府機関の移転は1980年12月に始まり、翌1981年10月に完了した。同年11月15日、当時の州知事アレン・オルソン、および前州知事アーサー・A・リンク立合いのもとに、庁舎の開館式が執り行われた。

### 交通局庁舎

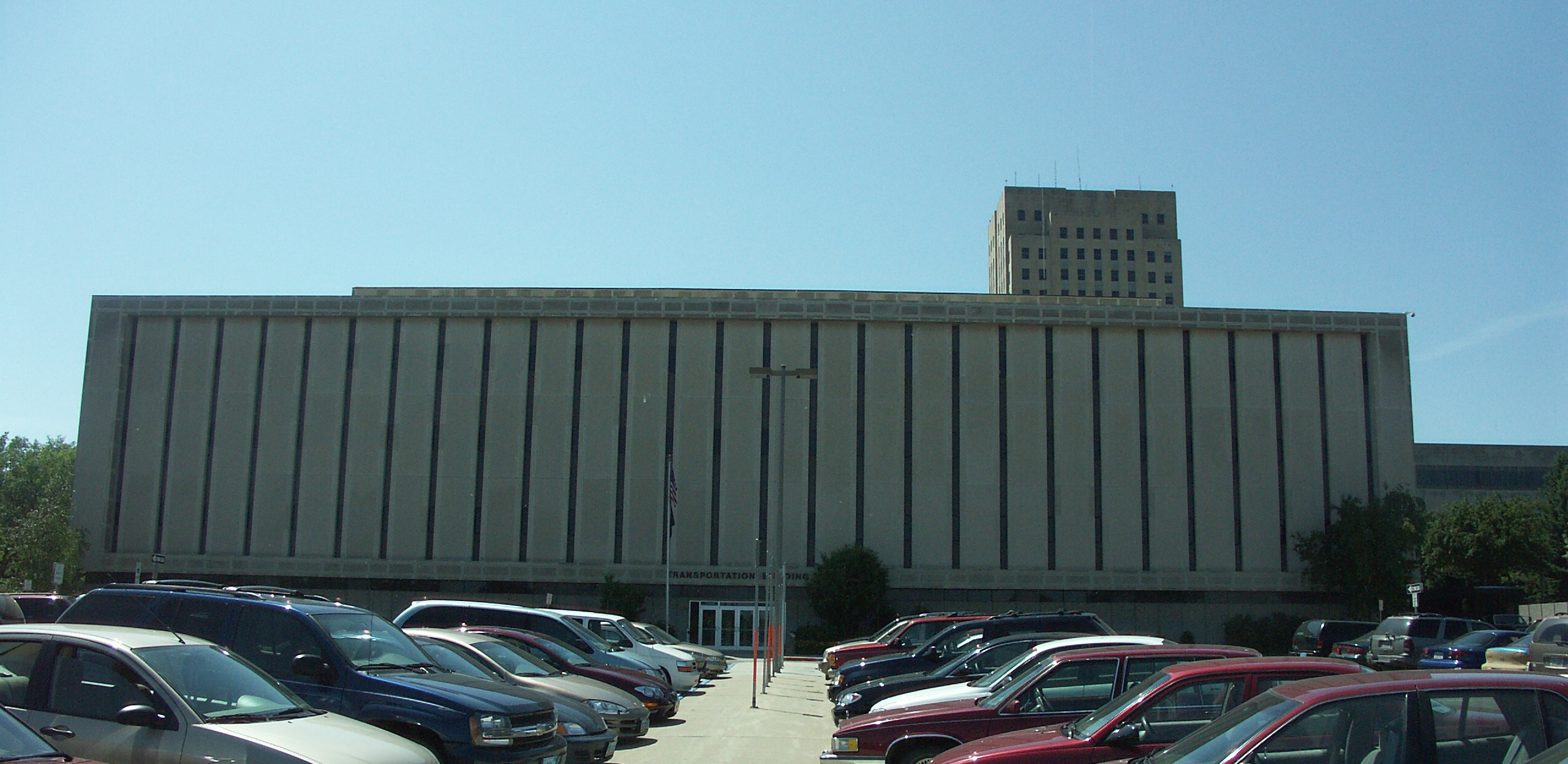
交通局庁舎

交通局庁舎は、当時既に建っていた他の庁舎と視覚的に調和の取れるような建材を用いて建てられ、1968年に完成した。この庁舎に収容されるまでは、当時州道局という名であった交通局は、州会議事堂庁舎や旧ビスマーク短期大学校舎（現州政府庁舎）など、様々な庁舎を転々としていた。
125,000平方フィート（11,613 m2）の床面積を有するこの庁舎は、その名が示す通り、主に州政府の交通局が入っている庁舎であるが、その他にもいくつか小規模な部門が入っている。この庁舎は州会議事堂庁舎のすぐ東に建ち、地上では離れているものの、地下では州職員専用の通路で司法ウィングとつながっている。

### リバティ記念館

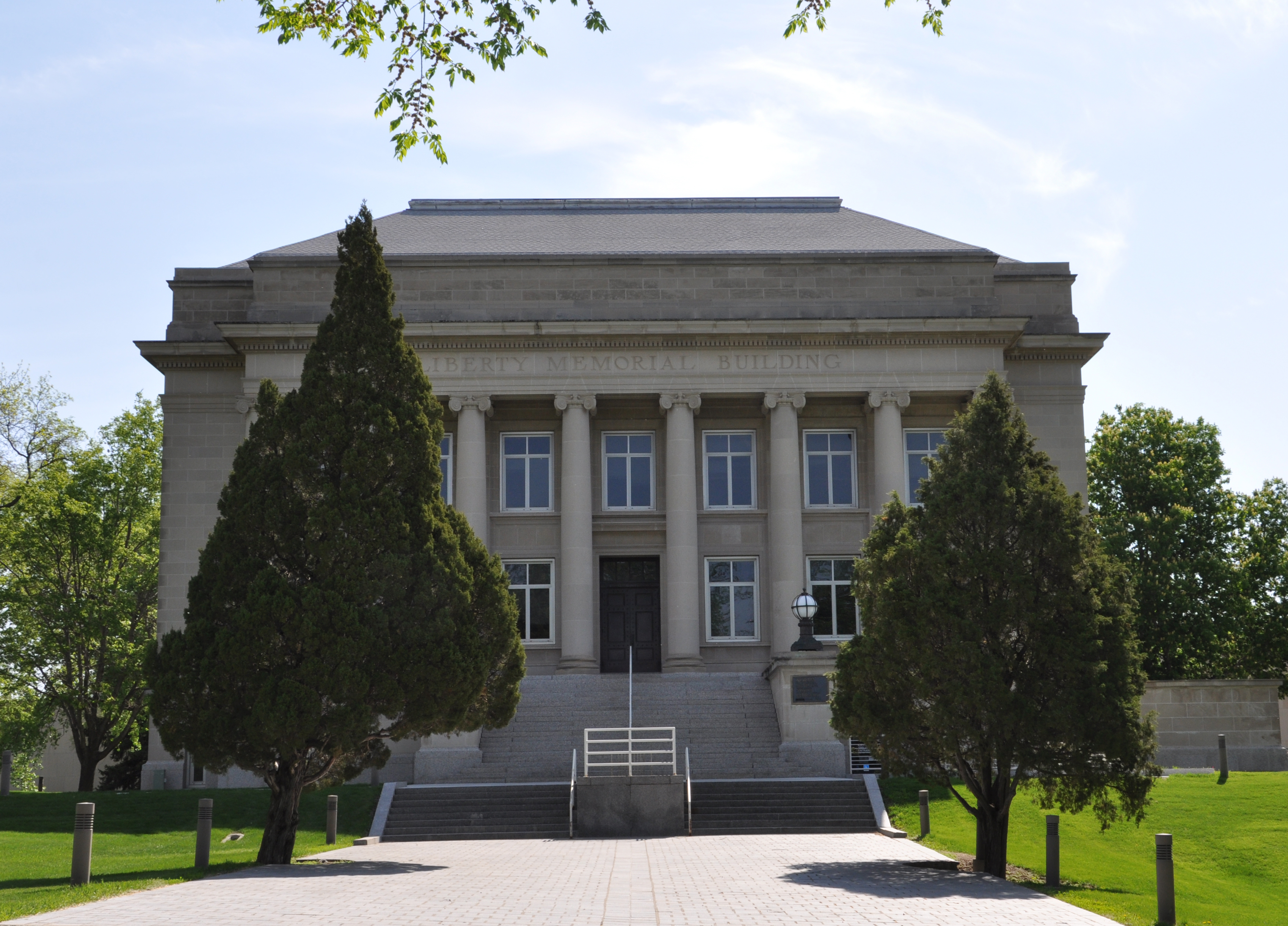
リバティ記念館

リバティ記念館の歴史は現在建っている議事堂庁舎よりも古く、州政府各局の規模が大きくなる中で1919年にその建設が州議会により承認され、350,000ドル（当時）の費用を投じて1924年に完成した。その後、この庁舎は1982年に全面改修された。
当初は、この庁舎に州歴史協会博物館、総務局、図書館、および州最高裁判所が入っていた。現在では、リバティ記念館にはノースダコタ州立図書館、および公教育局の特殊教育部門が入っている。

### ノースダコタ・ヘリテージ・センター

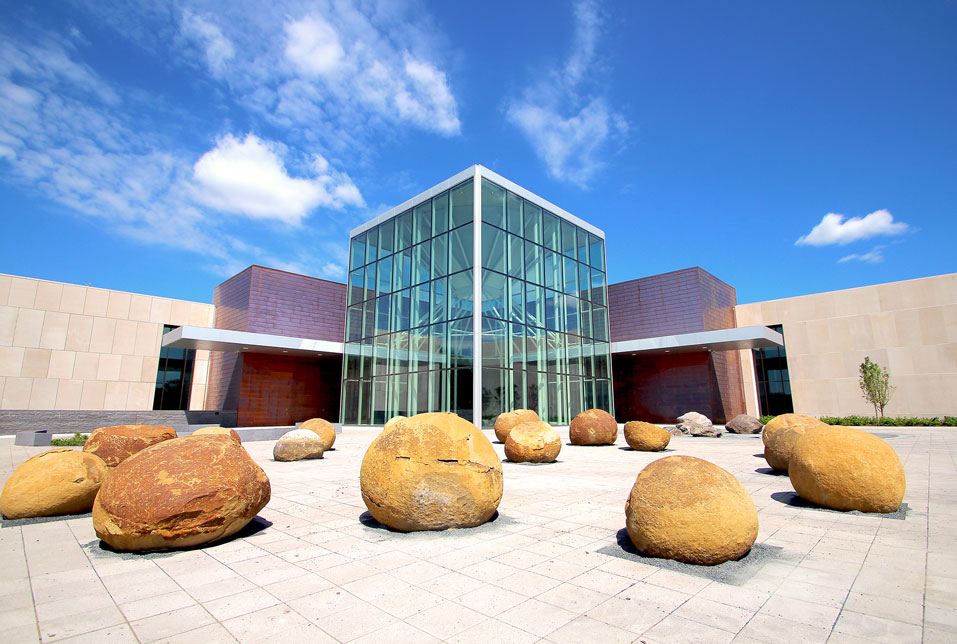
ノースダコタ・ヘリテージ・センター

ノースダコタ・ヘリテージ・センターには、州内各地からの出土物を収蔵・展示する州立博物館、および博物館の運営母体であるノースダコタ州歴史協会が入っている。この庁舎の設計は1963年に始まり、1981年に完成すると、それまでリバティ記念館に置かれていた州歴史協会が移転してきた。。2008年には、その9年前、1999年に州南西部で発見され、「ダコタ」と名付けられた、ミイラ化した6700万年前のハドロサウルスの化石が、州立博物館の展示物に加わった。
2006年、州当局はノースダコタ・ヘリテージ・センターの大型増築計画を発表した。同年に歴史協会による6ヶ年の寄付金募集が始まり、また2009年には、州議会が5170万ドルの増築予算を承認した。。その内訳は、3970万ドルを州が負担し、残りの1200万ドルは連邦および個人・法人からの寄付金で賄うというものであった。増築計画には、地質時代の展示室、原始人の展示室、触れて学ぶ子供向け展示室といった新しい展示室のほか、60席のグレートプレーンズシアターや、カフェ、パティオ等も含まれていた。増築部分の建設は2011年に着工し、州創設125周年となる2014年に完成した。この増築により、もともと130,000平方フィート（12,077 m2）であった床面積は、97,000平方フィート（9,012 m2）広げられ、ほぼ倍になった。

### 州政府庁舎
議事堂敷地の南東端に建つ州政府庁舎には、水道局のほか、民事・天然資源部門やインディアン事務局の弁護士といった、州司法長官管轄下のいくつかの部門が置かれている。この建物は1955年に建てられ、1959年に州政府が買い取ったもので、1961年まではビスマーク短期大学の校舎であった。 1991-93年の2年間にかけて大規模な改修が行われ、敷地内の他の庁舎とより調和の取れる外観に改められた。州政府庁舎は議事堂敷地内に建つ庁舎の中では最も小さく、その床面積は28,838平方フィート（2,679 m2）である。

### ノースダコタ州知事官邸

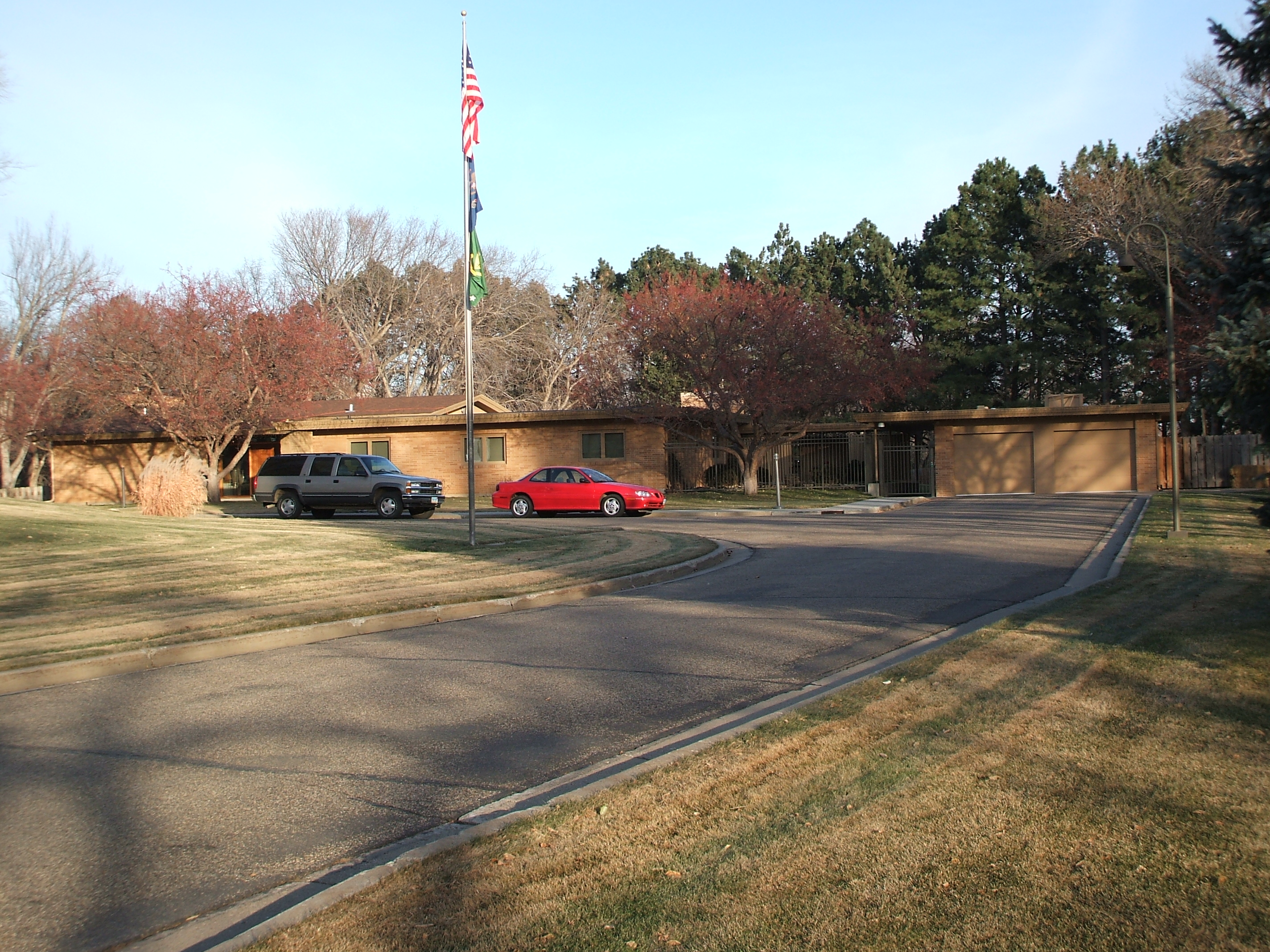
1960年に建てられた旧州知事官邸

1960年にノースダコタ州知事官邸が議事堂の敷地内に完成するまでは、州知事官邸は敷地の外にあった。1959年6月、州は老朽化したそれまでの州知事官邸に代わって、敷地内南西部、4thストリートの近くに新しい官邸を建設し始め、翌1960年3月に完成、州知事一家が旧官邸から引っ越してきた。さらにその翌年、1961年には、6,600ドルかけた官邸の庭も完成した。この官邸は10,000平方フィート（929 m2）の床面積を有していた。
2015年、州知事官邸の安全およびアクセシビリティに対する懸念に呼応して、州議会は当時の州知事官邸の隣に、新しい州知事官邸を建てることを承認した。旧官邸は希望者に引き渡されることになったが、誰からも応募が無かったため、取り壊された。新しい官邸の建設費は500万ドルにのぼると見積もられ、うち100万ドルは個人・法人からの寄付金で賄われた。知事一家は床面積13,600平方フィート（1,263 m2）のこの新しい州知事官邸に、2018年3月に引っ越した。 

## 敷地

### 公園
ノースダコタ州会議事堂の敷地には、キャピトル・パークとマイロン・アトキンソン・パークという、2つの公園が設けられている。キャピトル・パークは敷地北西端、4thストリートとディバイド・アベニューの南東角に立地する。ステート・ストリートの東に立地するマイロン・アトキンソン・パークは、ビスマーク出身（出身大学はマサチューセッツ州のウィリアムズ大学）で、市監査役を務め、市民のリーダー的存在でもあった、マイロン・アトキンソンにちなんで名づけられた公園である。

### 遊歩道
敷地内にはアーボリータム・トレイル（The Arboretum Trail、植物園の遊歩道）とプレーリー・トレイル（The Prairie Trail）の2本の遊歩道が設けられている。アーボリータム・トレイルは、モール周辺を1周する遊歩道で、沿道には75種の高木・低木が植えられ、夏季には咲き誇る花が緑の中のアクセントにもなる。加えて、この遊歩道は州の歴史や遺産を伝える彫刻や記念碑の前も通る。この遊歩道は、モールの西側では州知事官邸裏の森の中を通る、曲がりくねった道になっている。モールの北側では州会議事堂庁舎の前を、また東側では議事堂司法ウィング、交通局庁舎、ノースダコタ・ヘリテージ・センター、およびリバティ記念館の間を縫うように通る。一方、プレーリー・トレイルは、議事堂司法ウィングの北側の草地の中を通る遊歩道で、沿道にはプレーリーでよく見られる野草が生えている。

### 彫刻と記念碑

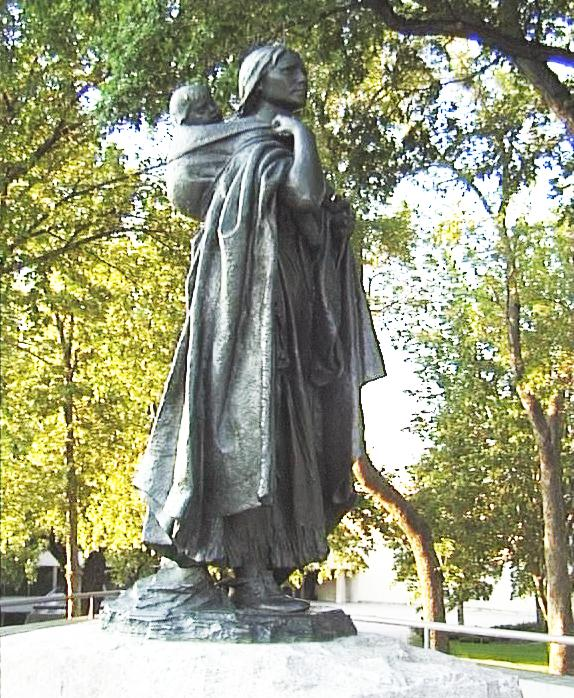
議事堂敷地内に立つサカガウィア像

ノースダコタ州会議事堂の敷地には、州の歴史や遺産を伝える彫刻や記念碑がいくつか立っている。その中でも、最も目立つのは、正面入口を入ってすぐ、モールの南端に立つパイオニア・ファミリー（The Pioneer Family、開拓者一家）の像である。この像は1946年にアバード・フェアバンクスによって制作され、州に寄贈された。
ノースダコタ・ヘリテージ・センターの南側、歩道の脇にはオール・ベテランズ・メモリアル（The All Veterans Memorial、全復員軍人記念碑）が立つ。この記念碑は州創設100周年となる1989年に、その100年の間に軍役に就き、合衆国のために戦った、全てのノースダコタ州出身軍人を讃えて立てられたものである。男女戦没者4,050人の名が銅板に刻まれ、純粋さ・結束・安定を意味する立方体の覆いが被されている。毎年11月11日の午前11時には、ベテランズ・デーを讃えて、この銅板が陽の光に当たる。
その他、議事堂敷地内に立つ彫刻や記念碑としては、サカガウィア像、ジョン・バーク像、馬「コルテス」像、バッファロー像、「未来の開拓者」像、パープルハート記念碑、治安官記念碑、フレンチ・グラティテュード、および戦艦ノースダコタの船首が挙げられる。

## 註
1. 1 2 3 4 5 6 7 8 9 10 11 12 13  Capitol Complex History. Office of Management and Budget, State of North Dakota. 2019年5月19日閲覧.
2. 1 2  North Dakota State Capitol. Emporis. 2019年5月17日閲覧.
3. 1 2  Tallest buildings in North Dakota. Emporis. 2019年10月1日閲覧.
4. ↑  "The Capitol Building". p.3. The Chicago Daily Tribune. 1883年7月6日.
5. ↑  Gilmour, Deneen. Local tragedies make headlines (アーカイブ). Fargo Forum. 1999年12月19日.
6. ↑  MacPherson, James. North Dakota's First Family Moves Into New $5M Mansion. USA Today. 2018年3月22日. 2019年5月19日閲覧.
7. ↑  American FactFinder. U.S. Census Bureau. 2011年2月4日.
8. 1 2  Map of Capitol Grounds. Office of Management and Budget, State of North Dakota. 2019年5月20日閲覧.
9. ↑  Most people making snow angels simultaneously. Guinness World Records. 2019年5月20日閲覧.
10. 1 2 3  Bennett, Annie. North Dakota Capitol-The Skyscraper on the Prairie. North Dakota Horizons. 2019年5月23日閲覧.
11. ↑  30 Must-See Places in North Dakota. Tourism Division, State of North Dakota. 2019年5月23日閲覧.
12. 1 2 3  Floor Map of the North Dakota State Capitol. State Legislature of North Dakota. 2019年5月23日閲覧.
13. ↑  Dura, Jack. North Dakota Capitol's public entrance set for $2 million remodel. Bismarck Tribune. 2019年5月10日. 2019年5月25日閲覧.
14. ↑  State Capitol Information. Office of Management and Budget, State of North Dakota. 2019年5月25日閲覧.
15. ↑  President George H. Bush Visits ND Capitol. Office of Management and Budget, State of North Dakota. 2019年5月25日閲覧.
16. ↑  Capitol Celebration Photos: Window Displays. Office of Management and Budget, State of North Dakota. 2019年5月26日閲覧.
17. ↑  Schedule a Tour. Office of Management and Budget, State of North Dakota. 2019年5月26日閲覧.
18. ↑  Capitol Cafe. Office of Management and Budget, State of North Dakota. 2019年5月26日閲覧.
19. ↑  Nowatzki, Mike. Capitol Cafe reopening today. Bismarck Tribune. 2014年10月19日. 2019年5月26日閲覧.
20. ↑  World-Famous Dinosaur at North Dakota Heritage Center: 'Dinomummy' Debuts June 14. pp.1-2. Plains Talk. Vol.39. No.1. State Historical Society of North Dakota. 2008年春. 2019年5月30日閲覧.
21. ↑  "Heritage Center expansion plans shown". Bismarck Tribune. 2006年9月12日.
22. 1 2  Expansion of the North Dakota Heritage Center: Case Statement for Six-Year Fundraising Campaign, 2006-2011. State Historical Society of North Dakota. 2010年春.
23. 1 2 3  Groundbreaking Ceremonies held for $52 million North Dakota Heritage Center Expansion. SHSND Foundation News. State Historical Society of North Dakota. 2011年1月31日. 2019年5月30日閲覧.
24. 1 2 3  Nowatzki, Mike. North Dakota marks 125 years with grand opening of Heritage Center. Dickinson Press. 2014年11月2日. 2019年5月30日閲覧.
25. ↑  Hageman, John. Burgum's move into new residence not expected for a couple months. West Fargo Pioneer. 2017年12月29日. 2019年5月30日閲覧.
26. ↑  MacPherson, James. North Dakota's First Family Moves Into New $5M Mansion. U.S. News & World Report. 2018年3月22日. 2019年5月30日閲覧.
27. ↑  Capitol Parks. Office of Management and Budget, State of North Dakota. 2019年5月31日閲覧.
28. ↑  Arboretum Trail. Office of Management and Budget, State of North Dakota. 2019年5月31日閲覧.
29. 1 2  Arboretum Trail Map. Office of Management and Budget, State of North Dakota. 2019年5月31日閲覧.
30. ↑  Pioneer Family statue, Bismarck, N.D. Digital Horizons. 2019年5月31日閲覧.
31. ↑  All Veterans Memorial. The Historical Marker Database. 2019年5月31日閲覧.
32. ↑  Statues and Monuments Photos. Office of Management and Budget, State of North Dakota. 2019年5月31日閲覧.